# Eugenio Frutos
Eugenio Frutos Cortés (Guareña, Badajoz, 8 de septiembre de 1903-Zaragoza, 16 de octubre de 1979) fue un filósofo, profesor y poeta español. Fue uno de los principales difusores del existencialismo en España, pese a mantener una relación crítica con esta corriente.
Su aportación filosófica, edificada sobre un profundo conocimiento de la escolástica, y del vitalismo y existencialismo del siglo XX, se centró en la antropología; el ser humano está, según Frutos, caracterizado por su capacidad para crear y para relacionarse, siendo esta última un nuevo trascendental. Este enfoque constituye una de las primeras contribuciones extensas a la Antropología Filosófica en este país.
Como poeta, sus comienzos están inmersos en la estética de las vanguardias (creacionismo fundamentalmente) y el neopopularismo que caracterizó a la generación del 27; muchos de los poetas de este grupo fueron compañeros o amigos, como Dámaso Alonso, Pedro Salinas, Rafael Alberti, Gerardo Diego, Jorge Guillén o Federico García Lorca. Posteriormente se decantó hacia una poesía más clasicista de raigambre simbolista, de tono más humanista, enfoque filosófico y una constante preocupación por el paso del tiempo.

## Biografía
De niño vivió en su localidad natal. Entre los doce y los dieciocho años cursó el bachillerato en el Colegio de San José de la localidad de Don Benito, donde reveló su vocación intelectual y literaria estimulado por su mentor y amigo el crítico pacense Francisco Valdés.
En 1921 se trasladó a Madrid para estudiar Filosofía y Letras. Fue alumno de Miguel Asín Palacios, Manuel García Morente y Ortega y Gasset, que influyeron notablemente en su orientación filosófica. En 1925 se licenció con Premio Extraordinario y comenzó a estudiar el Doctorado y a desarrollar su actividad docente como profesor de la Residencia de Estudiantes impartiendo cursos para extranjeros, entre quienes se encontraba Edward M. Wilson.
En estos años tuvo como maestros a Américo Castro, Julián Ribera o Ramón Menéndez Pidal; y estudió junto con Amado Alonso, Dámaso Alonso, Emilio García Gómez o Joaquín Casalduero; conoció en el Ateneo y la Residencia de Estudiantes a destacados poetas de la Generación del 27. En suma, la intelectualidad de la Edad de Plata influyó permanentemente en su obra literaria y filosófica.
Pese a que Américo Castro le recomendó dedicarse a la filología en el seno de la Junta para Ampliación de Estudios, Eugenio Frutos se decidió por la filosofía y en 1928 aprobó la oposición a Catedrático Numerario de Enseñanza Media y ocupó la de Psicología, Ética y Deberes Éticos y Cívicos del Instituto de Manresa, donde permaneció hasta fines de 1929.
De salud delicada, tras una corta estancia en Pontevedra se estableció el primero de marzo de 1930 en Cáceres como catedrático de Filosofía del Instituto de Segunda Enseñanza de la ciudad. Allí inició su obra filosófica, asentada en una profunda formación escolástica y un sólido conocimiento de Ortega, Heidegger o Sartre; y su creación poética. En lo personal, se casó en 1933 con Lola Mejías, con quien tendría cinco hijos —aunque el segundo vástago, una niña, murió al poco de nacer y fueron supérstites María Eugenia, Luisa María, Berta y Eugenio—.
En 1941 se trasladó brevemente a Barcelona para ocupar la cátedra de Filosofía del Instituto Menéndez Pelayo, y el 27 de julio de 1942 se incorporó a la del Instituto Goya de Zaragoza, ciudad donde tuvo a sus dos últimos hijos y se radicó definitivamente, compaginando su cátedra de secundaria con la docencia en la Universidad de Zaragoza como Profesor Auxiliar.
El 24 de junio de 1945 leyó en Madrid su tesis doctoral titulada Las ideas filosóficas de Calderón como signo de su época, que fue aprobada con la máxima calificación y sería publicada como La filosofía de Calderón en sus autos sacramentales (Zaragoza, Institución «Fernando el Católico», 1952).
Seis años después obtuvo la cátedra de Fundamentos de Filosofía e Historia de los Sistemas Filosóficos de la Universidad de Zaragoza. Además impartió varios cursos de Psicología en la Facultad de Medicina y de Ontología y Teoría del Conocimiento en la de Ciencias, sin dejar su labor en el Instituto Goya como Jefe de Estudios y otras actividades entre las que destacan sus cargos de Decano del Colegio Oficial de Doctores y Licenciados, Consejero Permanente de la Delegación Nacional de Educación, Consejero de la Institución «Fernando el Católico» y de la Diputación Provincial, desde donde incentivó numerosas actividades culturales y científicas.
Por otra parte destaca su labor divulgadora mediante conferencias y colaboraciones periodísticas, y como animador de la actividad literaria de Zaragoza, en parte desde su tertulia del café Gambrinus. Publicó artículos y poemas en las revistas culturales más destacadas del momento, como Garcilaso, La Estafeta Literaria o Índice.
Desde 1949 es asiduo docente de los Cursos de Verano de Jaca y de la Universidad Internacional Menéndez Pelayo, y ponente en casi todos los congresos y seminarios de filosofía organizados en la España de su tiempo.
De este periodo data la mayor parte de sus obras, que se centran en la Historia y Antropología de la Filosofía, en la crítica literaria desde puntos de vista filosóficos y en cuestiones pedagógicas. Su obra fue publicada en dos obras fundamentales: Creación poética (Porrúa, Madrid, 1976) y Antropología filosófica (Departamento de Filosofía, Zaragoza, 1971-1972, 2 vols.), obra inaugural de esta rama de la Filosofía en España.
En 1966 deja el Instituto Goya. Jubilado en 1973, siguió trabajando en su obra y preparando una reedición de La filosofía de Calderón en sus autos sacramentales, que finalmente quedó sin publicar. Una enfermedad (cáncer intestinal) le obligó a disminuir su actividad hasta que murió en Zaragoza el 16 de octubre de 1979.
Su labor intelectual le granjeó un número no escaso de reconocimientos, entre los que se pueden citar: de la comendador para la Lengua Española de la Sagrada Orden Militar Constantiniana de San Jorge (1947), cruz de la Orden de Cisneros (1948), Víctor de Plata del Sindicato Español Universitario (1952), encomienda de la Orden de Alfonso X el Sabio (1958), Socio de Honor de la Institución Jaime I el Conquistador, de Barcelona (1961), encomienda de la Orden de Cisneros (1965), encomienda con placa de la Orden de Alfonso X el Sabio (1972) y el Premio "San Jorge" de la Diputación Provincial de Zaragoza (1974) otorgado a toda una vida de docencia.

## Obra

### Manuales docentes
- Ética elemental, Cáceres, Imprenta Moderna, 1935.
- Teoría del conocimiento y Ontología, Spes, Barcelona, 1942; 3ª ed., Zaragoza, Librería General, 1949.
- Introducción a la Filosofía, Zaragoza, Librería General, 1943; reed., 1950 y 1952.
- Historia de la Filosofía, Zaragoza, Librería General, 1943; reimp., 1949
- Breve antología filosófica, Zaragoza, Librería General, 1945, 334 pp.; 2.ª ed., 1948, 383 pp.; reimp. de la 2.ª ed., 1951.
- Nociones de Filosofía, Zaragoza, Librería General, 1945; reimp. de la 1.ª ed., 1955; 2.ª ed., 1959.
- Los sistemas filosóficos, Zaragoza, Librería General, 1954.
- Filosofía: Sexto curso, Zaragoza, Librería General, 1958.
- La convivencia humana, Madrid, Doncel, 1959; 7ª ed., 1964.
- La libertad, en colaboración con T. Fernández-Miranda y R. López Gallego, Madrid, Doncel, 1960.
- La persona humana, Madrid, Doncel, 1962.
- Historia de la Filosofía y de las Ciencias, Zaragoza, Librería General, 1963; 2ª ed., 1965; reimp. de la 2ª ed., 1967.

### Ediciones literarias y traducciones
- Pedro Calderón de la Barca, Autos sacramentales: Antología, Madrid, Editora Nacional (Breviarios del Pensamiento Español), 1947.
- — El gran teatro del mundo, Salamanca, Anaya (Biblioteca Anaya, Textos Españoles, 5), 1958.
- — Dos autos marianos: La hija del valle; A María, el corazón, Madrid, Aguilar, 1963.
- — El gran teatro del mundo; El gran mercado del mundo, Madrid, Cátedra (Letras Hispánicas, 15), 1974; 10.ª reed., 1990.
- R. Descartes, Discurso del método; Tratado de las pasiones del alma, Barcelona, Planeta (Clásicos Universales, 68), 1984.

### Ensayo e investigación

#### Monografías
- Calderón de la Barca: Estudio y antología, Barcelona, Labor, 1949.
- La Sociología Positivista de Augusto Comte, Madrid, Publicaciones del Instituto Social León XIII, [1951].
- La filosofía de Calderón en sus autos sacramentales, Zaragoza, Institución «Fernando el Católico» - C.S.I.C., 1952; reimp. 1981.
- Creación filosófica y creación poética, Barcelona, J. Flors (Estría, 3), 1958.
- Cómo conocer el propio carácter, Zaragoza, Librería General, 1959.
- Antropología filosófica, Zaragoza, Publicaciones del Departamento de Filosofía Fundamental, 1971-1972, 2 vols. Vol. I: Preliminares y cuestiones básicas, 1971 [= D. L. 1972]; vol. II: Dimensiones entitativas del hombre, 1972. Publicado en un solo volumen en edición de Alberto Montaner Frutos, Zaragoza, Universidad de Zaragoza, 1991.
- Creación poética (J. Guillén, Salinas, A. Machado, D. Alonso, San Juan de la Cruz, M. Pinillos), Madrid, J. Porrúa Turanzas, 1976.

#### Artículos, folletos y publicaciones breves (selección)
- «Categoría humana», Boletín de educación, Cáceres, 61 (1939), 36-44.
- «La educación moral», Boletín de educación, Cáceres, 61 (1939), 137-177.
- «La claridad de Ortega y Gasset», Proa, 7 (1942), 6.
- «Contribución a una ontología de la realidad histórica», Revista de Filosofía, II (1943), 61-78.
- «Vinculación metafísica del problema estético», Revista de Ideas Estéticas, 5 (1944), 67-77.
- «Ética del Laberinto», Arriba, mayo de 1946.
- «Análisis existencialista de Sparkenbroke», Quadrante, Año Nuevo de 1947.
- «La evasión de la realidad», El Español, 8 de febrero de 1947.
- «La interpretación filosófica del Quijote», El Español, 19 de abril de 1947.
- «El concepto y la realidad de Europa», Doncel, Zaragoza, 1 (enero de 1948), 3-4.
- «La interpretación existencial del Estado en Heidegger», Revista de Estudios Políticos, 39-42 (1948), 159-67.
- «Martin Heidegger y los existencialismos», Doncel, Zaragoza, 2 (abril-mayo de 1948), 5-9.
- «La vinculación metafísica del problema estético en Heidegger», Revista de Ideas Estéticas, 24 (1948), 335-42.
- El humanismo y la moral de J. P. Sartre (crítica), Santander, Proel, 1949. Tirada aparte de Proel, primavera y estío de 1949, págs. 5-78.
- «Balmes en la encrucijada filosófica», Universidad, Zaragoza, XXVII (1949), 225-39.
- «Los conceptos de "maestro" divino y humano en Kierkegaard», Estudios Pedagógicos, Zaragoza, 4 (1949), 30-4.
- «La educación humana», Bordón, Madrid, I, 6 (octubre de 1949), 15-26.
- «La enseñanza de la verdad en Kierkegaard», Revista de Filosofía, IX (1950), 93-8.
- «El existencialismo jubiloso de Jorge Guillén», Cuadernos Hispanomericanos, 18 (1950), 411-26.
- «Inmanencia y trascendencia del ser y del conocer en Heidegger», Revista de Filosofía, IX (1950), 201-15.
- «Lo político en el existencialismo», Laye, Barcelona, 5 (julio-agosto 1950), 8-9.
- «Un punto de partida existencial de la Filosofía», Revista de la Universidad de Buenos Aires, 15 (julio-septiembre de 1950), 151-65.
- «Ser y tiempo en la poesía», Ínsula, 55 (julio de 1950), 1-3.
- «La enseñanza de la Filosofía en los cursos comunes de la Facultad de Filosofía y Letras», Estudios Pedagógicos, Zaragoza, 11 (1951), 3-20.
- «La filosofía del Barroco y el pensamiento de Calderón», Revista de la Universidad de Buenos Aires, 19 (julio-septiembre de 1951), 173-230.
- «Sobre el ser histórico y la Historia», Universidad, Zaragoza, XXVIII (1951), 294-320.
- «Valor del testimonio humano en la historia», Argensola, II (1951), 294-320.
- «¿Bañecismo o molinismo en Calderón?», Universidad, Zaragoza, XXIX (1952), 61-74.
- «El humanismo y su forma», Espíritu, Barcelona, I (1952), 160-9.
- «Cuestiones de antropología filosófica», Revista de la Universidad de Buenos Aires, 25 (enero-marzo de 1953), 3-33.
- «Filosofía y poesía», Ínsula, 92 (agosto de 1953) 1 y 10.
- Los problemas de la antropología filosófica en el pensamiento actual, Madrid, Instituto «Luis Vives» de Filosofía; C.S.I.C., 1953. Tirada aparte de Revista de Filosofía, XII (1953), 3-30 y 207-257.
- «Constitución de la persona humana», Crisis, I, 3 (julio-septiembre de 1954), 333-59.
- «La filosofía existencial y el empirismo frente a la obra de arte», Seminario de arte aragonés, Zaragoza, Institución «Fernando el Católico», 1954, 11-32.
- «La "Realidad" en la poesía de Jorge Guillén», Universidad, Zaragoza, XXXI (1954), 50-68.
- «La persona humana en su dimensión metafísica», en Semanas españolas de Filosofía, Madrid, Instituto «Luis Vives» de Filosofía; C.S.I.C., 1955, 117-166.
- «Situación de Ortega y Gasset», Alor, Badajoz, 37-38 (noviembre de 1955: Homenaje al maestro D. José Ortega y Gasset), 9-12.
- «El tipo psíquico militar», Armas, 20 (noviembre de 1955), 26-8.
- «Un estudio sobre Filosofía de la Educación», Estudios Pedagógicos, Zaragoza, 18-19 (1955), 5-9.
- El hombre y su libertad, Madrid, Dirección General de Prensa (Documenta, Especial), 1956. 26 págs.
- «La abdicación de la responsabilidad», El Noticiero Universal, Barcelona, 28 de diciembre de 1956.
- «Destino y libertad del hombre en el providencialismo agustiniano», Augustinus, I (1956), 225-33.
- «El tema mariano en los autos sacramentales», en Estudios Mariológicos. Memoria del Congreso Mariano Nacional de Zaragoza, 1954, Zaragoza, Talleres Editoriales de «El Noticiero», 1956, 91-132.
- «Particularismo o universalismo», Zaragoza, II (1956), 57-61.
- «Un libro sobre la Filosofía de la Existencia», Alcántara, Cáceres, XI, 93-95 (julio-septiembre de 1956), 3-12.
- «Aplicaciones de la caracteriología a la educación», Revista de Educación, XIX, 55 (16-31 de enero de 1957), 37-43.
- «La caracteriología y su relación con los test psiquiátricos», Revista Española de Pediatría, XIII, 73 (enero-febrero de 1957), 107-28.
- «La formación de la persona humana», Nuestra Tarea, Zaragoza, III, 18 (marzo-abril de 1957), 1-2.
- «La idea del hombre en Ortega y Gasset», Revista de Filosofía, XVI (1957), 35-88.
- «La indefinición del hombre en su función espiritual», Revista de Filosofía de la Universidad de Costa Rica, I, 2 (1957), 125-35.
- «Introducción filosófica al estudio de la caracteriología educativa», Estudios Pedagógicos, Zaragoza, 20-22 (1957), 5-15.
- «La libertad como destino de la persona humana», Augustinus, II (1957), 15-30.
- «La sociología de Ortega y Gasset», Universidad, XXXIV (1957), 5-62.
- «Razón y sin razón de vivir», El Noticiero Universal, Barcelona, 25 de enero de 1957-22 de enero de 1958. Serie de 20 artículos publicados quincenal o mensualmente.
- «La fe filosófica en Jaspers: Exposición y comentario crítico», Alcántara, Cáceres, XIII, 117-119 (julio-septiembre de 1958), 3-16.
- «La "ideología" de Albert Camus», Universidad, Zaragoza, XXXV (1958), 7-30.
- «La opción libre de los valores», Crisis, V, 18-19 (abril-septiembre de 1958), 213-7.
- «El Tiempo en Filosofía», El Tiempo: Primera Reunión de Aproximación Filosófico-Científica, Zaragoza, Institución "Fernando el Católico", C.S.I.C., 1958, 213-45. Versión refundida en Estudios Filosóficos, Valladolid, VII (enero-abril de 1958), 5-53.
- «Individuo y comunidad», El Noticiero Universal, Barcelona, 13 de febrero de 1958-1 de mayo de 1959. Serie de 22 artículos publicados semanalmente.
- «La esencial heterogeneidad del ser en Antonio Machado», Revista de Filosofía, XVIII (1959), 271-92.
- «El hombre y el humanismo», El Noticiero Universal, Barcelona, 23 de julio de 1959-24 de agosto de 1962. Serie de 42 artículos, publicados quincenal o mensualmente.
- «El modo de imaginar el espacio en las diversas culturas spenglerianas», La Materia: Segunda Reunión de Aproximación Filosófico-Científica, Zaragoza, Institución «Fernando el Católico», Zaragoza, 1959, 281-90.
- «La persona umana e il potere politico», Azione, Roma, IV (1959), 26-31.
- «El tiempo sobre el hombre», El Noticiero Universal, Barcelona, 19 de junio de 1959.
- «Historia y finalidad», Augustinus, V (1960), 23-51.
- «Idea del teatro, de Ortega y Gasset», Revista de Ideas Estéticas, 70 (1960), 31-49.
- «El Ortega de Julián Marías», Revista de Filosofía, XIX (1960), 493-504.
- «El primer Bergson en Antonio Machado», Revista de Filosofía, XIX (1960), 117-78.
- «Toynbee a través de Ortega y Ortega mismo», Universidad, Zaragoza, XXXVII (1960), 423-92.
- De la caracterología individual a la colectiva, Badajoz, Institución de Servicios Culturales; Diputación Provincial, 1960. 20 págs.
- El hombre y lo humano en el pensamiento español contemporáneo, Santander, Universidad Internacional Menéndez Pelayo, 1961. También incluido en El hombre y lo humano en la cultura contemporánea, Madrid, S.E.P., 1961, págs. 423-468.
- «La individuación por la Materia en el hombre», en La Materia: Tercera Reunión de Aproximación Filosófico-Científica, Zaragoza, Institución "Fernando el Católico"; C.S.I.C., 1961, vol. II, 328-32.
- «La fenomenología de la historia», Universidad, Zaragoza, XXVIII (1961), 173-202.
- «Tres visiones del hombre en el pensamiento español contemporáneo», Alcántara, XVI, 139 (enero-diciembre de 1961), 3-20.
- El tema de la automatización y la masificación en la perspectiva humanística, Santander, Universidad Internacional Menéndez Pelayo, 1962. También incluido en Técnica y cultura actuales, Madrid, S.E.P., 1962, págs. 175-205.
- Pesimismo y optimismo en los escritores españoles contemporáneos, Santander, Universidad Internacional Menéndez Pelayo, 1963. También incluido en Pesimismo y optimismo en la cultura actual, Madrid, S.E.P., 1963, págs. 189-217.
- «La verdad comprometida», Zaragoza, XVIII (1963), 77-82. También incluido en Homenaje a Don José-Manuel Pardo de Santayana y Suárez, Zaragoza, Diputación Provincial, 1963, 97-102.
- «La relación como trascendental y la idea de la persona humana», Atlántida: Revista del pensamiento actual, II, 7 (enero-febrero 1964), 52-65.
- «Temas de nuestro tiempo», El Noticiero Universal, Barcelona, 14 de enero de 1964-10 de agosto de 1967. Serie de 65 artículos, aparecidos con periodicidad irregular.
- «Una interpretación marxista de Descartes», Universidad, Zaragoza, XLII (1965), 151-81.
- «La moral de Séneca en Descartes», en Actas del congreso internacional de Filosofía en conmemoración de Séneca, en el XIX centenario de su muerte, Córdoba, Presidencia del Consejo Ejecutivo del Congreso [Madrid, Taurus], 1965, 135-61.
- «Séneca y la filosofía existencial», Alcántara, Cáceres, XIX, 144 (enero-junio de 1965), 3-14.
- «La tutela de las vocaciones intelectuales», Revista de Educación, LVIII, 169 (febrero de 1965), 49-52.
- Séneca y el pensamiento actual, Santander, Universidad Internacional Menéndez Pelayo, 1966. 43 págs.
- «La filosofia nel mondo d'oggi», Giornale de Metafísica, Torino, (1966), 547-50.
- «La individualidad de las esencias», Augustinus, XI (1966), 5-16.
- «Inseguridad y dispersión en el arte», Revista de Ideas Estéticas, 94 (1966), 93-111.
- «La dialéctica de los sentimientos y de los conceptos en Antonio Machado», Universidad, Zaragoza, XLIV (1967), 9-29.
- «Una investigación sobre la subjetividad», Universidad, Zaragoza, XLIV (1967), 153-60.
- «Cinco aventuras intelectuales», Universidad, Zaragoza, XLIV (1967), 247-53.
- «La metafísica de Ortega y Gasset», Alcántara, Cáceres, XXI, 148 (enero-junio de 1967), 29-35.
- «La realidad "hombre"», Revista de Filosofía, XXVI (1967), 27-49.
- «Correlación de razón y vida», Miscelánea ofrecida al Ilmo. Sr. D. José María Lacarra y de Miguel, Zaragoza, Facultad de Filosofía y Letras, 1968, 248-258. Recogido también en la selección Miscelánea José Mª Lacarra: Estudios de Filología y Literatura, Universidad de Zaragoza, 1968, págs. 73-82.
- «Dos aspectos de la personalidad», Alcántara, Cáceres, XXII, 152 (julio-septiembre de 1968), 1-8.
- «Realidad y límites de la resonancia de San Agustín en Descartes», Augustinus, XIII (1968), 219-48.
- «Estructura unitaria de la "naturaleza humana"», Suma de estudios en homenaje al Dr. Canellas, Zaragoza, Facultad de Filosofía y Letras, 1969, 435-42.
- «Sobre Hegel de Kauffman», Índice, 245 (1968), 38-9.
- El nuevo humanismo, Badajoz, Institución de Servicios Culturales; Diputación Provincial, 1970. 30 págs.
- «Temas de nuestro tiempo», Alcántara, Cáceres, XXVI, 158 (enero-marzo de 1970), 5-12.
- «La captación del "quién" humano», Estudios, Publicaciones del Departamento de Filosofía Fundamental, Zaragoza, Facultad de Filosofía y Letras, curso 1970-1971, 5-27.
- «Esencia de las relaciones humanas», Philosophia: Miscelánea en homenaje al Profesor Dr. D. José Ignacio de Alcorta, Barcelona, Bosch, 1971, 264-70.
- «Otoño: melancolía», Alcántara, Cáceres, XXVIII, 168 (julio-septiembre de 1972), 3-6.
- «Pensamiento, expresión y comunicación», en Homenaje a Francisco Ynduráin, Zaragoza, Facultad de Filosofía y Letras, Zaragoza, 1972, 129-36.
- «Lenguajes», en Estudios, Zaragoza, Publicaciones del Departamento de Filosofía Fundamental, 1973, 67-78.
- «El pensamiento filosófico del profesor Muñoz Alonso», Revista de la Universidad Complutense, XXIV, 98 (julio-agosto de 1975), 27-38.
- «Temas de nuestro tiempo: masas y minorías», Alcántara, Cáceres, XXXI (abril-junio de 1975), 4-6.
- «La filosofía de Calderón en sus autos sacramentales: las potencias del alma y el libre albedrío», en M. Durán y R. González Echevarría (eds.), Calderón y la crítica: Historia y antología, Madrid, Gredos, 1976, vol. I, 481-540.

### Prosa
- Torbellino de aspas, ed. de A. Montaner y J. E. Serrano, Málaga, Centro Cultural de la Generación del 27, 1991. Prosa poética, obra escrita entre 1928 y 1934 durante su etapa vanguardista.

### Poesía
- «La sombra revelada», Fantasía, 8 (29 de abril de 1945), 22-9.
- Loa de los dones reales, Zaragoza, Tertulia Teatral, [1956].
- La viña destruida: A Hungría en su martirio, Zaragoza, Delegación de Educación y Cultura (La Tela de Penélope, 2), 1957.
- Poesía: Antología, pról. F. Ynduráin, Zaragoza, Institución «Fernando del Católico» (col. San Jorge, 8), 1974.
- Políptico de Cáceres y otros poemas, ed. de Ricardo Senabre, Cáceres, Delegación Provincial; Ministerio de Cultura, 1990.
- Dictado de amor: Memorias de un idilio (1933-1950), ed. A. Montaner, pról. C. Ibáñez, Badajoz, Diputación Provincial (col. Rodríguez-Moñino, 7), 1988.
- «Prisma» y otros asedios a la vanguardia, ed. de A. Montaner y J. E. Serrano, Badajoz, Diputación Provincial (Clásicos Extremeños, 2), 1990.
- «Poemas inéditos» en Ricardo Senabre, Introducción a la poesía de Eugenio Frutos, Cáceres, Universidad de Extremadura, 1982, págs. 35-47.
- Poesía de cámara (III, I-XIII) [1953], ed. Alberto Montaner Frutos, Guareña, Ayuntamiento, 2003.